# الله في المسيحية
| ”                                     | ما أعمق غنى الله، وحكمته، وعلمه! ما أبعد أحكامه عن الفحص، وطرقه عن التتبع! لأنه من عرف فكر الرب؟ أو من كان له مشيرًا؟ أو من أقرضه شيئًا حتى يُردّ له؟ فإنّ منه، وبه، وله، كل شيء. له المجد إلى الأبد. آمين. | “ |
| —بولس، الرسالة إلى روما‏،‏ 11: 33 - 36. | |   |

الله في المسيحية، هو إله واحد، منذ الأزل وإلى الأبد، غير مدرك، كلي القدرة وكلّي العلم، وهو خالق الكون والمحافظ عليه؛ وهو ذو وجود يشكل المبدأ الأول والغاية الأخيرة لكل شيء. يؤمن المسيحيون أن الله متعال عن كل مخلوق، ومستقل عن الكون المادي؛ فهو «يسمو على كل خليقة، فيجب علينا دومًا ومن ثم على الدوام تنقية كلامنا من كل ما فيه محدود ومتخيل وناقص حتى لا نخلط الله الذي لا يفي به وصف ولا يحده عقل، ولا يرى، ولا يدرك، بتصوراتنا البشرية. إن أقوالنا البشرية تظل أبدًا دون سرّ الله»، إننا «لا نستطيع أن نعرف ما هو الله، بل صفاته، وما ليس هو فقط»، اللاهوت المسيحي عن الله، يستمدّ أساسًا من الكتاب المقدس بدءًا من أسفار موسى، والذي تولى شرحه وتحديده آباء الكنيسة والمجامع المسكونية. حسب التعريفات المسيحية فإنّ الكتاب المقدس يقدم للبشرية ما هو ضروري لمعرفة الله والخلاص، وإن العقل يدرك وجود خالق من خلال الخليقة فإن الوحي يلبث هامًا.
يؤمن المسيحيون بأن الله الواحد هو في ثالوث، تعتبر هذه النقطة إحدى الخلافات مع النظرة التقليدية اليهودية لله والتي شكلت أساس النظرة المسيحية نحو الألوهة؛ بكل الأحوال فإنّ الفلسفة المسيحية تنسب إلى الله بقوة العقل الطبيعي إلى جانب الوحي المقدس، صفات تختصّ به وحده، كعدم الاستحالة، والتنزّه عن الزمان والمكان، وإطلاق القدرة. المسيحية تعلّم بأن الإنسان بطبيعته ودعوته كائن متدين، وإذا كان الإنسان «آتيًا من الله وذاهبًا نحوه، فهو لا يعيش حياة بشرية كاملة إلا إذا عاش حرًا في صلته بالله»؛ من الممكن التواصل مع الله من خلال الصلاة، أو الصوم وسواهما من الأعمال، وإن كان الله بمثابة «سر للبشرية»، فإنه حسب العقائد المسيحية قد خلق الإنسان بدافع حبّ محض، ومن ثم ففهم العلاقة بين الخالق والخليقة، لا يمكن أن تتم سوى من هذا المنظور.

## الطبيعة
في المسيحية يُعتبر الله واحدًا، وإنّ الوصية الأولى من الوصايا العشرة تفيد التوحيد: «أنا هو الرّب إلهك، ولا يكون لك إله غيري». كما أن المسيح أعلن: «الربّ ألهنا ربّ واحد، ولا آخر سواه»، في حين يقول القديس بولس في الرسالة الأولى إلى أهل كورنثوس: «إننا نعلم، أنه لا وجود إلا لإله واحد»، وهو ما درج عليه، التقليد الآبائي، والمجامع المسكونية لاسيّما مجمع نيقية والمجمع اللاتراني الرابع، الذي قال وعلّم صراحة، بوحدانية لا يطالها التغيير أو الفساد أو الندّ ولا تحصر في كمّ أو كيف أو لفظ. كما قال البابا يوحنا بولس الثاني في التعليم المسيحي للكنيسة الكاثوليكية:
| الله في المسيحية | لو كنت تفهمه، لما كان هو الله؛ لو لم يكن هو واحدًا، لما كان هو الله. | الله في المسيحية |

إلى جانب هذه الخطوة الرئيسية في الإيمان، فإن الله في المسيحية هو ثالوث، فبحسب تعليم الكتاب المقدس فإنّ الله كالم البشر بثلاث طرق أو أشكال مختلفة في العهد القديم والإنجيل وسائر أسفار العهد الجديد؛ هذه الأشكال هي صفات داخلية قائمة في الله، ولا يمكن أن تفصل عنه؛ وهو ما اصطلح عليه لفظ «أقنوم». فإنّ الذات القائمة بذاتها يشار إليها بالآب، والكلمة أي فكر الله وخطابه للبشرية يشار إليه بالابن، لصدورها عن الذات صدور الابن عن أبيه ونور الشمس عن قرصها، والحياة الفاعلة أي قوّة الله في الأعماق والآفاق التي خلقت وأبدعت المبروئات تدعى الروح القدس.
وقد كان الفلاسفة القدماء، ومنهم أرسطو، قد أشار في فلسفته بشكل واضح إلى الثالوث، وبرهن عليه عقليًا، حين قال إنّ العلة الأساسية للكون وأصل المخلوقات، هي في ذاتها عقل وعاقل ومعقول، ويعتبر المثال الأرسطوي أحد أبرز الأمثلة التي استخدمتها الكنيسة في شرح هذه العقيدة.
في اللاهوت الخلاصي، فإن الإيمان بالله يعتبر من الشروط الأساسية لنيل الغفران والخلاص، أما الإيمان بالثالوث فهو شرط ثانوي، يحتمل المعرفة أو الجهل.

## صفات الله

### الخالق، أبانا
صفة الخلق هي صفة مقصورة على الله وملازمة له. فعل الخلق في الفلسفة المسيحية ينفي عن الله صفة الأنانية وهي الصفة المناقضة للمحبة إحدى صفات الله الأساسية. فالحياة الكامنة هي لله وحده، وإذ أحب أو «فاض حبّه» كما يعبر التعليم المسيحي، خلق العالم ليمنح خليقته «الحياة» وعلى رأسها الإنسان، و«هو الخليقة الوحيدة التي أرادها الله لذاتها» إذ وهبها روح عاقلة، ولذلك يدعى الإنسان «خليقة محبة الله». فعل الخلق هذا، لا يمكن أن يفهم دون خلود النفس البشرية والفرح، وإن كان السقوط قد أدخل الموت والحزن إلى العالم، ففي «الحياة الأخرى» يظهر الهدف النهائي من عملية الخلق.
عملية الخلق التي قام أو يقوم بها الله، ذات صفتين جوهريتين «الحرية والمجانية». الخلق في العدم، هو العبارة اللاهوتية للإشارة إلى فعل «البدء» أو «التكوين»، أما الطريقة أو المسار، فذلك متروك لعلوم الطبيعة، غالبًا ينقسم المسيحيون إلى فريقين، الأول هم النشوئيون الذين قالوا بحرفية الرموز التكوينية كالأيام الستة في الخلق، والثاني هم الارتقائيون الذين قبلوا «نظرية التطور»، مع نفي الصدفة عنها. صفة الخلق، هي أساس دعوة الله بوصفه «أب» و«أبانا»، فالأصل والمصور للشيء والذي يعطيه كيانه ويهبه اهتمامًا هو «أبًا» في اللغة، ومنذ العهد القديم اختبر إسرائيل ربّه بوصفه أبًا، وعرف أنه كأم، والمسيح في الصلاة الربية، دعاه أبانا؛ تفسير ذلك يأتي بكون «الأب والأم في الاختبار البشري مصدر الوجود، وأصحاب السلطة والحماية والسند» وهو ما ينطبق كليًا على الله وبشكل مطلق. في معرض علاقة الخلق بفعل الحب يقول البابا بندكت السادس عشر:
| الله في المسيحية | إن الله الخالق، يحبنا حبًا شخصيًا، حبًا جارفًا وصادقًا، حبًا يتجاوز خياناتنا البشرية وخطايانا. | الله في المسيحية |

### الأزلي، المتعالي، الثابت، المنزه عن الزمان والمكان
تعني صفة الخلق أيضًا أن الله خلق الزمان والمكان، وهذا يؤدي حكمًا لكون الله هو الوحيد خارج نطاق الزمان والمكان. ولكونه منزه عن الزمان فهو أزلي، لا بداية له، أن البداية فعل زمني. في الكتاب المقدس، يستخدم مصطلح «عدد سنيه لا يفحص»، لأن الله «موجود في الماضي كما هو في الحاضر والمستقبل». تنزيه الله عن الزمان، يفيد أيَا بثبت الله، فإن كل ما هو خاضع للزمن، محكوم بالتغيير والتبديل والفساد، لأنها من خواص وطبيعة الزمن ذاته «مؤقت»، والألوهة منزهة عن الزمن، فهي ثابتة لا تقبل التغيير أو التحوير في طبيعتها أو الفساد في جوهرها، أو أي طارئ حادث أو حديث عليها.
تنزيه الله عن المكان، يعني استحالة تحديده أو تحجيمه «حصره في قالب يحيط به فراغ»، كما يقول اللاهوتي الكاثوليكي من أصل سوري هنري بولاد. يطلق على هذا المفهوم بشكل خاص لقب «التعالي»، فالله متعالي عن المظاهر الكونية الماديّة والحسيّة، فطريقة الوجود الإلهي هي سر. وغالبًا ما يميّز بين «السماء» و«السماوات»؛ فبينما الأولى تشير إلى موطن الغيوم والكواكب، فإن الثانية تشير إلى مقام الله بلفظ بشري، وهو الواقع في نطاق السر: «ما لم تره عين، ولم تسمع به أذن، ولا خطر على قلب بشر: ذلك ما أعدّه الله للذين يحبونه»؛ أمام هذا السر، يكتفى عادة بوصف السماوات بكونها «لا جغرافية»، وبأنها «حالة مكثفة من الطوبى» من جهة ثانية.

### كلي القدرة والعلم
تنزيه الله عن الزمن، يؤدي حكمًا لعدم الفصل بين مشيئة الله وفعل الله، لأن التمييز بين الأمرين نابع أساسًا من الزمن. هذا ما يعبّر عنه الكتاب المقدس بأنه «كلّ ما شاء الربّ صنع»، وأن الخلق بالكلمة «كن، فيكون». أيضًا، فإن الأمر ذاته ينطبق على أفعال أخرى مثل «قال الله»، فهي التعبير البشري عن فكر وإرادة ومشيئة الله، في آن، وليس كلامًا فصل عن الإرادة بزمن. عدم وجود فرق بين مشيئة الله وفعل الله، يعني أيضًا عدم وجود «حد» لمشيئته، بمعنى أنه مطلق القدرة والقوة. إطلاق القدرة والقوة هي متوقفة على طبيعة الله ذاته، فمع أنه كلي القدرة إلا أنه لا يأتي بالظلم، لأنها تخالف طبيعته العادلة. في هذا المجال، يقول اللاهوتي اليسوعي سواريز: «إن الله قادر على كل شيء ما عدا التناقض». قدرة الله المطلقة لا تتوقف على الفعل، بل تشمل العلم أيضًا، فهو «العليم بكل شيء»، وصفة العلم المطلق ثابتة ومقصورة على الذات الإلهية.

## تنزيه الوصف

### الاسم
مبدئيًا فإن الله لا اسم له، لأن الاسم هو من صفات المخلوقات والمجهولات، فحين يخلق ويبتكر شيء يأخذ اسمًا للدلالة عليه وبهذا المعنى يغدو «معروفًا»، أما ما لم يخلق، والذي لم يخلق فلا اسم له. سوى ذلك، فإن الاسم يرتبط باللغة، واللغة موضوعة وليست أزلية في حين أن الله أزلي، أي قبل اللغات سواءً أكانت بشرية أم غير بشرية. كما أن اللغة قاصرة ومحدودة على حروفها، في حين أن الله غير محدود، فلا يجوز تسمية غير المحدود بما هو محدود «لا يصل إليه الحد بالتعبير».
المسيحية تعلّم، أن الله «تواضع فاتخذ اسمًا لكي يكون أقرب من خليقته، وليستطيع الإنسان مخاطبته بشكل أفضل وأقرب». أهم أسماء الله في التراث اليهودي - المسيحي، هو ما بيح به للنبي موسى في حديث العليقة الملتهبة: «أنا هو الكائن»، ويترجمها عدد من اللاهوتيين العرب بأن مرادفها العربي هو «القيوم»؛ في حين أن حروفها الأولى اختصرت في اللغة العبرية لتعطي اسم «يهوه» الذي وصف في التراث اليهودي - المسيحي بكونه «أكثر أسماء الله عظمة». الأسفار المقدسة، والتقليد المسيحي، استخدم لاحقًا ألفاظًا أخرى: ئيل، وهو اسم منتشر في ثقافات سورية أخرى وأكثر الأسماء إضافة لأسماء العلم مثل ميخائيل - وتعني حرفيًا من مثل الله؟ - وجبرائيل - وتعني حرفيًا رَجُل الله - وجمالائيل - وتعني حرفيًا عَوَض الله -؛ من ألفاظ الجلالة الأخرى إيلوهيم، وهي جمع إلوه أي إله، استخدمت في الجمع للتفخيم، آلوهو في بالسريانية، والله في العربية، وهناك دلائل أن المسيحيين العرب استخدموا لفظ «الله» للدلالة عليه من قبل الإسلام حتى، وبعد الإسلام استخدم للدلالة أن ما يعبده كلا الفريقين هو واحد.
بكل الأحوال، لا يمكن الفصل بين ذات الله واسم الله، وتوقير اسم الله واجب، في التراث اليهودي - المسيحي، لم يكن يلفظ اسم الله على شفتين دنستين - غير طاهرتين - ولذلك استبدل بلفظ «آدوناي» أي السيّد أو الرب، وفي المسيحية السريانية بلفظ «موريو» أو «موران» أي سيد السادة أو الرّب أو الربّ الأكبر أو الأعلى. أيضًا، يشار للإسم توقيرًا بضمير الغائب.

### الرسم
أيضًا فإن الله منزه عن الرسم أو التصوير، وقد ورد في الكتاب المقدس: "لا تصنع لك صورة آلهة"، الحكمة من الأمر "حماية سر الله والتباعد عن صور الأصنام الوثنية"، وفي ختام الوحي في سفر الرؤيا اكتفى الرائي بتصوير "هالة من النور العظيم تنبعث من عند العرش"، ولم يشبّهه البتة. الكنيسة الغربية في القرون الوسطى، سمحت بترميز الذات بوصفها شخصًا كما هو في الكنيسة السيستينية "لانتفاء الغرض من حكمة التحريم" رغم ذلك يصرّ التقليد على اعتباره "رمزًا" لا "صورة". أما الكنيسة الشرقية، سواءً كانت كاثوليكية أم أرثوذكسية، فالتحريم مستمر حتى الوقت الحاضر، ويكتفى بالإشارة إلى الموضوع بالرموز في الأيقونات ذات الصلة. تجدر الإشارة إلى أن هذا الرسم يختلف عن الأيقونات التي تصور المسيح، لأن هذا النمط من الأيقونات ينتمي لعالم الخريستولوجيا".

### الجسم
أخيرًا فإن التنزيه عن الاسم والرسم يقود حكمًا للتنزيه عن الجسم، ينصّ الكتاب المقدس عن «ترائي» الله لبعض الأنبياء مثل موسى، غير أنه يوضح أنه عاين «شبه الرب»، و«مجد الرب»، ويجزم الكتاب «ما من أحد رأى الله قط»، وينصّ سفر أشعياء الرؤيوي بأن الملائكة «تستر عينيها بأجنحتها خجلاً ووجلاً»، والنص السابق هو من أدب الرؤيا الرمزي. الأمر ذاته ينطبق على جميع المصطلحات الكتابية الأخرى ذات الصلة، يقول اللاهوتي المصري عبد الفادي القاهراني: «إن الله فوق أفكارنا وتصوراتنا وإصطلاحاتنا. ولكنه تعالى، تنازل لأجل تعليمنا، فنسب في الوحي إلى ذاته الكريمة، بعض ما ينسب للبشر، على طريق المجاز، كالوجه واليد والفم وما نحو ذلك، وفوق هذا نسب إلى نفسه في الوحي بعض الانفعالات النفسية كالرضى والغضب وغيرهما، مقربًا ذاته لأفهامنا المحدودة، بالتعبيرات المحدودة، مع أنه متعالي عن كل ما يقع تحته البشر».

## علاقته بالإنسان

### معرفة الوجود
تعلّم المسيحية بأن الإنسان يعرف أن الله موجود لأن الله أراد ذلك، فمن غير الممكن أن يعرف الإنسان بوجود الله ما لم يكشف الله ذاته عن وجوده. هذه المعرفة تأتي أساسًا من العقل البشري، فالعقل البشري قادر على معرفة الله من خلال الطبيعة، «إن الله يقدم للبشر في الأشياء المخلوقة شهادة عن نفسه لا تنقطع»،: وقد نصّ الكتاب المقدس:
| الله في المسيحية | فإنّ ما لا يرى من أمور الله، أي قدرته الإزليّة وألوهته، ظاهر للعيان منذ خلق العالم، إذ تدركه العقول من خلال المخلوقات. | الله في المسيحية |

التعليم المسيحي يعلّم بأنه «لا يمكن أن يكون للعالم جوهر وهدف في ذاته، في كل ما هو موجود هناك أكثر مما يراه المرء، فالنظام والجمال وتطور العالم، يشيرن إلى شيء يتخطانا» هذا تمامًا ما يعرف باسم مذهب الغاية، فللوجود غاية، وغاية الوجود هو الله. وإلى جانب العقل الطبيعي، فإن الضمير البشري هو أداة تكشف للإنسان وجود الله، الضمير الفطري للإنسان «الذي يحضه على الخير وينذره من الشر، هو نوعًا ما صوت الله داخل كل إنسان». المسيحية تعلّم أيضًا، وجود توق من قبل الإنسان تجاه الله، وهو ما يدعى «دين»، القديس أغسطينس يقول: «لقد خلقتنا يا رب، وسيظل قلبنا قلقًا مضطربًا حتى يرتاح فيك». رغم ذلك، تبقى هذه المعرفة كقضية الوصف قاصرة ومحدودة بشكل إجباري، لأن الإنسان المحدود لا يستطيع أن يفهم بشكل كامل اللامحدود.

### الوحي
| يا إلهنا، من يستطيع استيعاب كل الغنى الموجود في كلماتك؟ ما نفهمه أقل بكثير مما لا نفهمه. إننا نشبه أناسًا عطاش يشربون من الينبوع دون أن يستنفذوه. وهكذا أبعاد كلماتك عديدة، وعديدة أبعاد الذين يدرسونها. |
| —أفرام السرياني، معلم للكنيسة الجامعة. |

كالخلق والمعرفة اللذين هما بإرادة المحبة الإلهية المطلقة، فإن الوحي أساسه أيضًا محبة الله. لقد كانت غاية الوحي «تقويم» الإنسان الذي «جرح نتيجة الخطيئة الأصلية». في الرسالة العامة «إطلالة الألف الثالث» يقول البابا يوحنا بولس الثاني أن الوحي هو «سعي الله في طلب الإنسان، لكي يحمله على الارتداد عن دروب الشر التي ينزع دومًا إلى التوغل فيها، ولأن يجعله يرتد عن هذه الدروب يعني أن يفهمه بأنه يضل الطريق. محترمًا حرية الإرادة التي وضعها فيه». ولذلك أرسل الأنبياء الذين هم «يشكلون نوعًا ما لسان حال الله». ترك الأنبياء وثائق تشريعية أهمها وصايا الله العشرة، والتي هي غير مفروضة من فوق بقدر ما يميليها ضمير البشر؛ وأناشيد أو صلوات أمثال سفر المزامير، ورواية أحداث في الأسفار التاريخية، هذه الوثائق تشكل الكتاب المقدس، وهو صحيح ومعصوم لأن «الله ذاته يضمنه».
يشكل المسيح خاتمة الوحي، فمن ناحية تمم النبؤات، ومن ناحية ثانية فهو كلمة الله الأزلية. الوثائق حول المسيح جمعت في العهد الجديد، المكون من الأناجيل القانونية الأربعة والرسائل التي تروي حياة الكنيسة المبكرة بعد المسيح مباشرة. هذه الرسالة التي اشتملها الوحي هي مستمرة بعد تمامه عبر الكنيسة وجماعة المؤمنين، هذه الاستمرارية تتواجد في أمثلة عديدة، كخلافة هارون الكهنوتية لموسى النبي واستمراريتها عبر سلسلة رؤساء الكهنة حتى تدمير الهيكل الثاني. دور الكتاب المقدس بوصفه «وثيقة الوحي» محوري وأساسي في التراث اليهودي المسيحي، القديس فرنسيس الأسيزي يقول بأن «قراءة الكتاب المقدس، بمثابة استشارة المسيح»، «بالإصغاء إليه يمكن لكل البشر في كل زمان ومكان، أن يعرفوا من هو الله وما هو ضروري لخلاصهم»، في حين يعلّم البابا بندكت السادس عشر: «لا ينتمي الكتاب المقدس إلى الماضي، ولا يتكلم الرب في الماضي، بل في الحاضر. إنه يحادثنا اليوم ويرشدنا إلى طريق الحياة». المسيحية تقبل «وحيًا خاصًا من الله بعد المسيح»، كالظهورات الثابتة صحتها كسيدة غوادالوبي. الشرط الأساسي لقبول «الوحي بعد المسيح» هو أنه «لا يمكن أن يصوّب أو يلغي أو يحط من إنجيل يسوع المسيح بل أن يساعد على فهمه بطريقة أفضل». كذلك فإن المسيحية تؤمن بأن الله يمنح القدرة على اجتراح العجائب والمعجزات كدليل على تأييد السماء للشخص المعني بالرسالة. ومع ذلك، وإن أتى الوحي على تمامه في المسيح، فهو لم يتم الإفصاح الكامل عن مضمونه، «الإيمان يدرك عبر الأجيال، وتدريجيًا، معاني جديدة لفحوى الوحي الإلهي».

### العناية الإلهية
تؤمن المسيحية بالعناية الإلهية، وبأن الله قد وضع مخططًا لكل إنسان وأنه يؤثر في الأحداث الكبرى في التاريخ، كما في أحداث حياة الإنسان الشخصية من دون أن يقيد حريته «أو أن يحوّل البشر لمجرد دمى لتصاميمه الأبدية». وقد علّم بولس السادس، بأن البشر جمعيًا يدخلون في تصميم الله، وأشار إلى وجود حقول مختلفة للتخاطب بين الله والبشر، خصوصًا في قضية العناية الإلهية، والخلاص. كما قال البابا بندكت السادس عشر بأنه «يتمتع كل إنسان، منذ اللحظة الأولى في حشا أمه، بكرامة لا تمس، لأنّ الله منذ الأزل، أراد وجوده، وأحبه وخلقه، وقيّض له الخلاص».

### العبادات

عائلة مسيحية تؤدي صلاة الشكر قبل تناول الطعام.

تعتبر المسيحية الصوم، والصدقة، والعشور، وأعمال الخير بمختلف أنواعها والتي تدعى «الإنجيل الاجتماعي»، ودراسة الكتاب المقدس وقراءته والخدمة في الكنيسة، أنوعًا من التواصل مع الله. تحضّ المسيحية على الصلاة، بوصفها «العلاقة الحية مع الله ومدخل الإيمان»، وقد نصّ الكتاب المقدس على وجوب قرن الدعاء بالصلاة والعمل الصالح. هناك أنواع عديدة من الصلوات في المسيحية كالصلاة القلبية والصلاة الجهرية والجماعية، تشمل طرقًا متنوعة كالتسبيح والترنيم والأدعية، وتكتسب صلاة الأبانا أهمية خاصة لكونها الصلاة المأثورة عن المسيح.
الليتورجيا أو الطقس الديني هو احتفال جماعي يتم في مناسبات معينة، ويحوي صلوات وأدعية وعظات، إلى جانب حركات طقسية معينة. على سبيل المثال الإفخارستيا التي تتم ضمن القداس الإلهي هي استذكار العشاء الأخير بناءً على طلب المسيح وتدعى «سر الإيمان». هناك بشكل خاص نوعان من الصيغ في الصلاة والدعاء والتسبيح، الأولى هي عامة أي تتجه نحو الله بشكل عام دون تخصيص، والثانية أقنومية أي تتجه نحو أحد الأقانيم بالصلاة. في الاحتفالات الكنسية عمومًا تحدد السلطة الكنسية التقليدية النصوص، غير أنها إلزامية في مجال الحق الكنسي فحسب.

## متعلقات

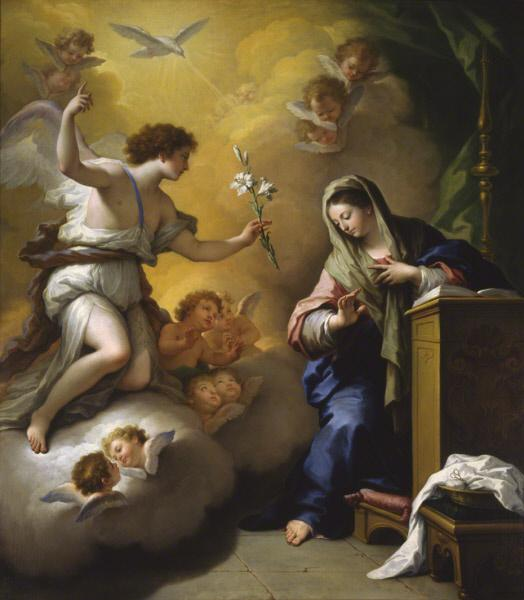
جبرائيل «الواقف أمام الله» ينقل إلى مريم البشارة بحملها بالمسيح؛ بريشة باولو دي متياس.

### خدمة الملائكة
تعلم المسيحية بأن الله قد خلق ملائكة لخدمته. هؤلاء الملائكة مخلوقات روحية خالصة، لها فهم ووعي وإرادة، ولا جسم مادي لها ولا يُرون عادة، وقد تتخذ هيئة بشرية عند مكالمة خاصة للبشر لتنقل إرادة الله أو إحدى بشائره كما حصل مع أشعياء وحزقيال وزكريا ومريم العذراء. مذكور في نصوص العهد القديم والعهد الجديد، تسبيح وتمجيد الملائكة غير المنقطع وغير النهائي لله، في المقابل فإن الملائكة الساقطين هم شياطين. وإلى جانب الملائكة كأفراد هناك الملائكة كمجموعات أو «أجواق» كما يسميها التقليد اليهودي - المسيحي، مثل الساروفيم والكاروبيم. ويمكن طلب شفاعة الملائكة، لأن من أحد وظائفهم التشفع لأبرار الأرض.

### العرش
يعتبر «الجالس على العرش»، من أسماء الله، ودليل مُلكه، فصاحب العرش في المفهوم البشري هو الملك. وغالبًا ما يرتبط العرش بقضية الخلق حيث يُظهر الله بوصفه "الملك والمالك لجميع الخلائق"، وأيضًا يرتبط بالدينونة، فالارتباط بالملك يعني حكمًا الارتباط «بالقاضي» و«الآمر»: ثم رأيت عرشًا أبيض، هربت السماء والأرض من أمام الجالس عليه، فلم يبق لهما مكان. ورأيت الأموات كبارًا وصغارًا، واقفين أمام العرش. وفتحت الكتب". سوى هذين النطاقين، أي الخلق والدينونة، لا يذكر العرش، كما أن اقتصار ذكره هو على الأسفار الرؤيوية - أشعياء وحزقيال ويوحنا - فيمال إلى جعله رمزًا لا ضرورة، كمثال المركبة الإلهية، ووجود الرب في الهيكل المعروف باسم «بيت الله» ومدينة القدس التي نعتت «عرش الرب»، و«مدينة إلهنا» ارتباطًا بالهيكل؛ فالوجود حقيقي لكنه غير حصري أو مادي.

## مواقع خارجية
- منطق الثالوث - للأب هنري بولاد، اليسوعي.